# Patricia Janečková
Patricia Burda Janečková (18. června 1998 Münchberg – 1. října 2023 Ostrava) byla slovenská operní pěvkyně a absolutní vítězka soutěže Talentmania. Žila v Ostravě.

## Život a činnost
Patricia Janečková se narodila v německém Münchbergu slovenským rodičům, kteří se záhy přestěhovali do Ostravy. Zpěvu se věnovala od svých čtyř let. Po ukončení základní školy začala studovat Janáčkovu konzervatoř a Gymnázium v Ostravě. Její první vystoupení na jevišti bylo v ostravském Divadle Antonína Dvořáka, kde také poprvé účinkovala s ostravskou Janáčkovou filharmonií.
Po vítězství v soutěži Talentmania ve spolupráci s hudebním skladatelem, dirigentem a producentem Oskarem Rózsou vydala své debutové album. Vedle koncertní činnosti navštěvovala soukromé hodiny zpěvu u operní pěvkyně Evy Dřízgové-Jirušové. V roce 2014 vyhrála Mezinárodní pěveckou soutěž liturgické hudby Concorso di musica sacra v Římě.
V únoru 2022 jí byl diagnostikován karcinom prsu. Na konci roku 2022 v rozhovoru uvedla, že hlavní část léčby již má za sebou a začíná opět vystupovat; dále uvedla, že z hudby má ráda ticho, případně také skupinu Led Zeppelin. Po úspěšné léčbě prvotního výskytu rakoviny u ní však během léta 2023 onemocnění recidivovalo v mnohem agresivnější formě, která tentokrát zasáhla játra a ani veškerá dostupná léčba již nepomohla.
Patricia Janečková zemřela 1. října 2023 ve věku 25 let. Je pohřbena na Ondřejském hřbitově v Bratislavě.

## Galerie
- G. Rossini: Petite messe solennelle, Crucifixus